# فتح‌آباد (میرجاوه)
فتح‌آباد روستایی در دهستان انده بخش مرکزی شهرستان میرجاوه استان سیستان و بلوچستان ایران است.

## جمعیت
بر پایه سرشماری عمومی نفوس و مسکن در سال ۱۳۹۵ جمعیت این مکان ۴۳۵ نفر (۹۶خانوار) بوده‌است.